# Venn Ottery
Venn Ottery lub Fen Ottery – wieś w Anglii, w Devon, w dystrykcie East Devon, w civil parish Newton Poppleford and Harpford. W 1931 wieś liczyła 66 mieszkańców.